# يوهان جورج فايت إنغلهارد
يوهان جورج فايت إنغلهارد (بالألمانية: Veit Engelhardt)‏ هو عالم عقيدة وأستاذ جامعي ألماني، ولد في 12 نوفمبر 1791 في نويشتات أن در آيش في ألمانيا، وتوفي في 13 سبتمبر 1855 في إرلنغن في ألمانيا.